# 트윈테일

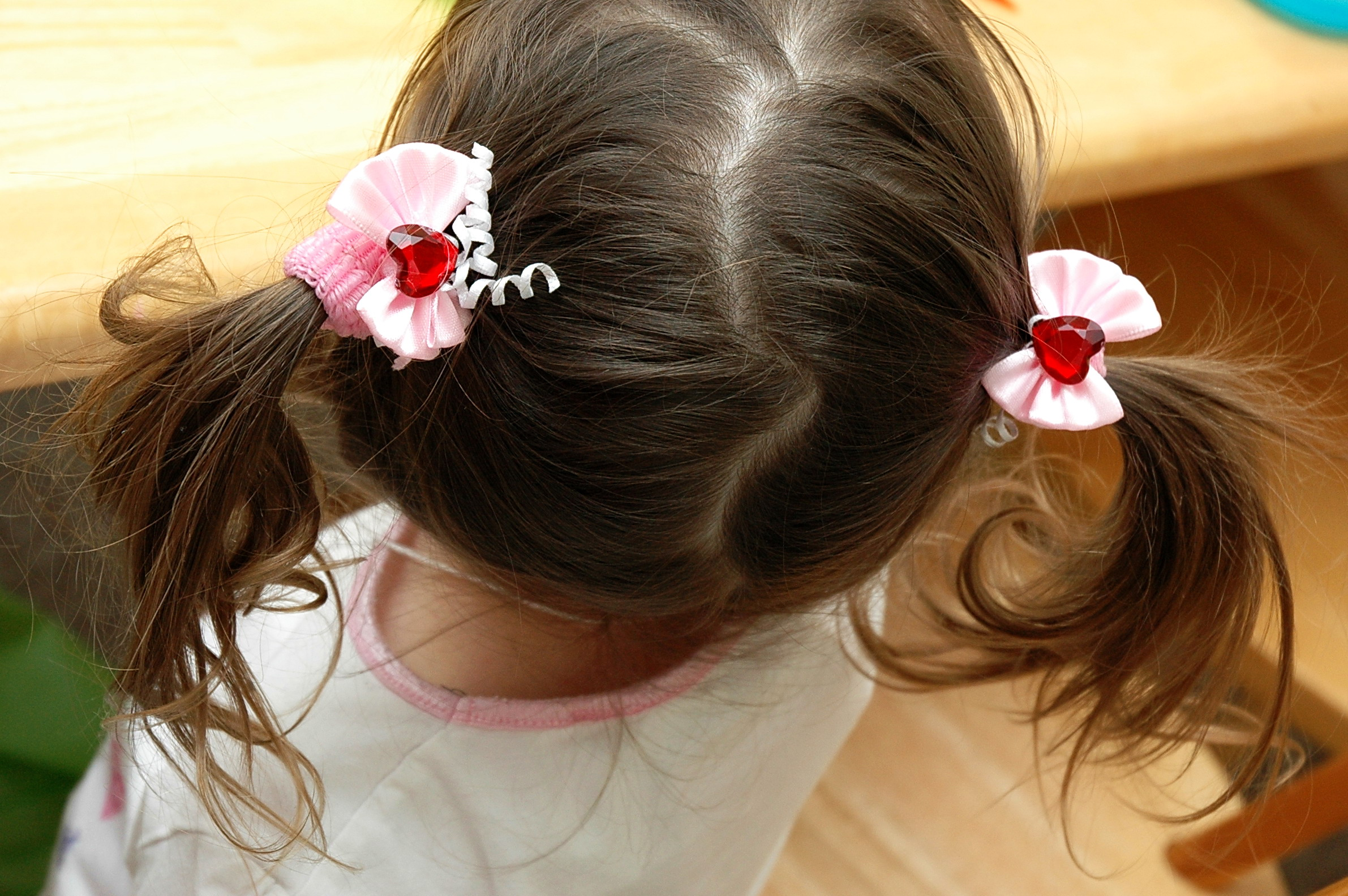
양갈래

트윈테일(twintail) 혹은 양갈래는 긴 머리를 좌우 중앙 혹은 그보다 높은 위치에 정리해 양 어깨에 걸리는 길이까지 늘어뜨린 헤어 스타일의 속칭이다. 영어로는 pigtail이라고 하며 트윈테일은 재플리시로서 애니메이션과 만화 캐릭터한테 주로 사용되는 명칭이다.

## 같이 보기
- 땋은 머리